# Gillarens
Gillarens (toponimo francese) è una frazione del comune svizzero di Rue, nel Canton Friburgo (distretto della Glâne).

## Storia

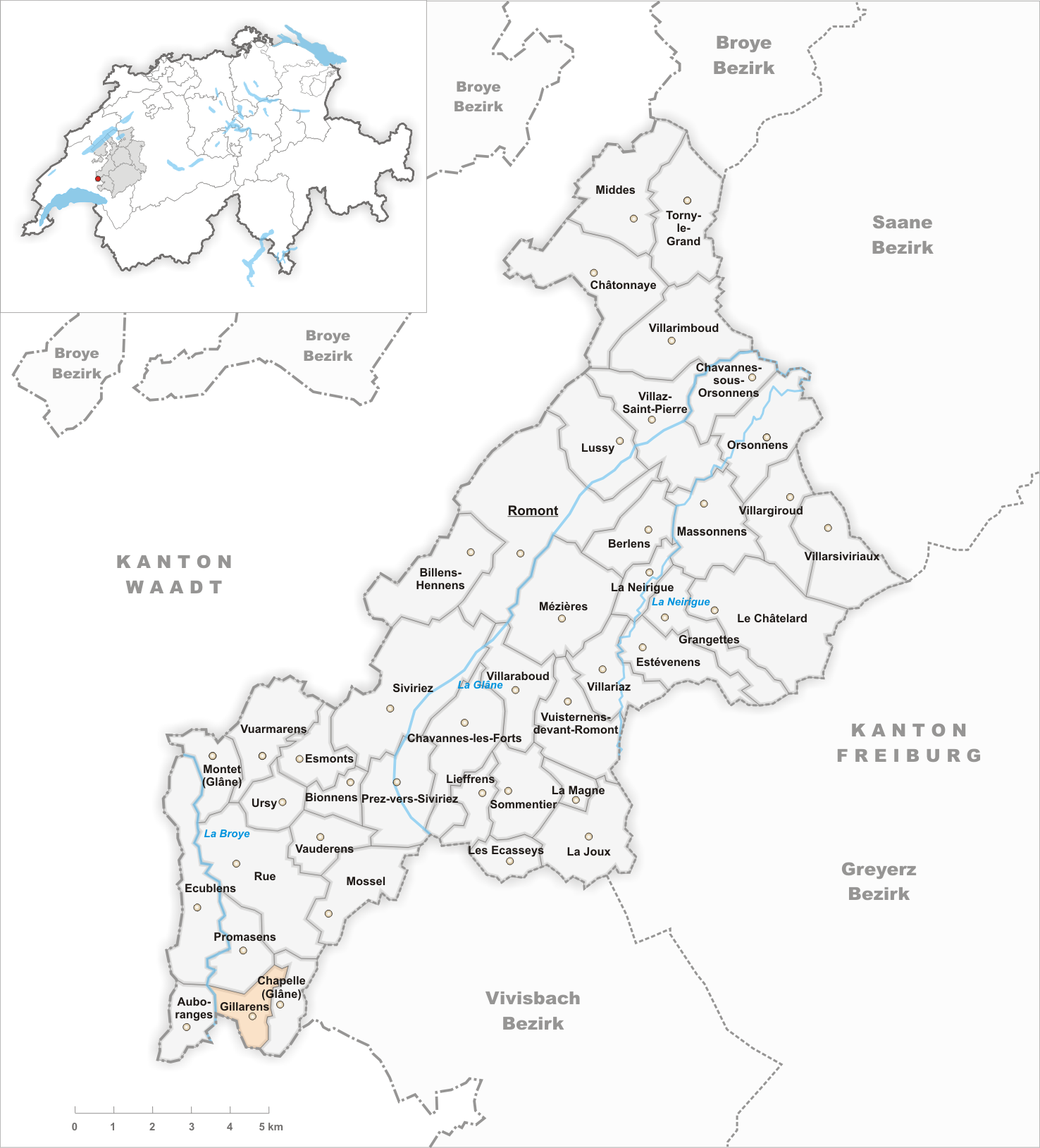
Il territorio del comune di Gillarens prima degli accorpamenti comunali del 2001

Già comune autonomo, nel 2001 è stato accorpato a Rue assieme all'altro comune soppresso di Promasens.

## Società

### Evoluzione demografica
L'evoluzione demografica è riportata nella seguente tabella:
Abitanti censiti

## Amministrazione
Ogni famiglia originaria del luogo fa parte del comune patriziale che ha la responsabilità della manutenzione di ogni bene comune.